# Marpesia orsilochus
Marpesia orsilochus är en fjärilsart som beskrevs av Fabricius 1776. Marpesia orsilochus ingår i släktet Marpesia och familjen praktfjärilar. Inga underarter finns listade i Catalogue of Life.

## Bildgalleri

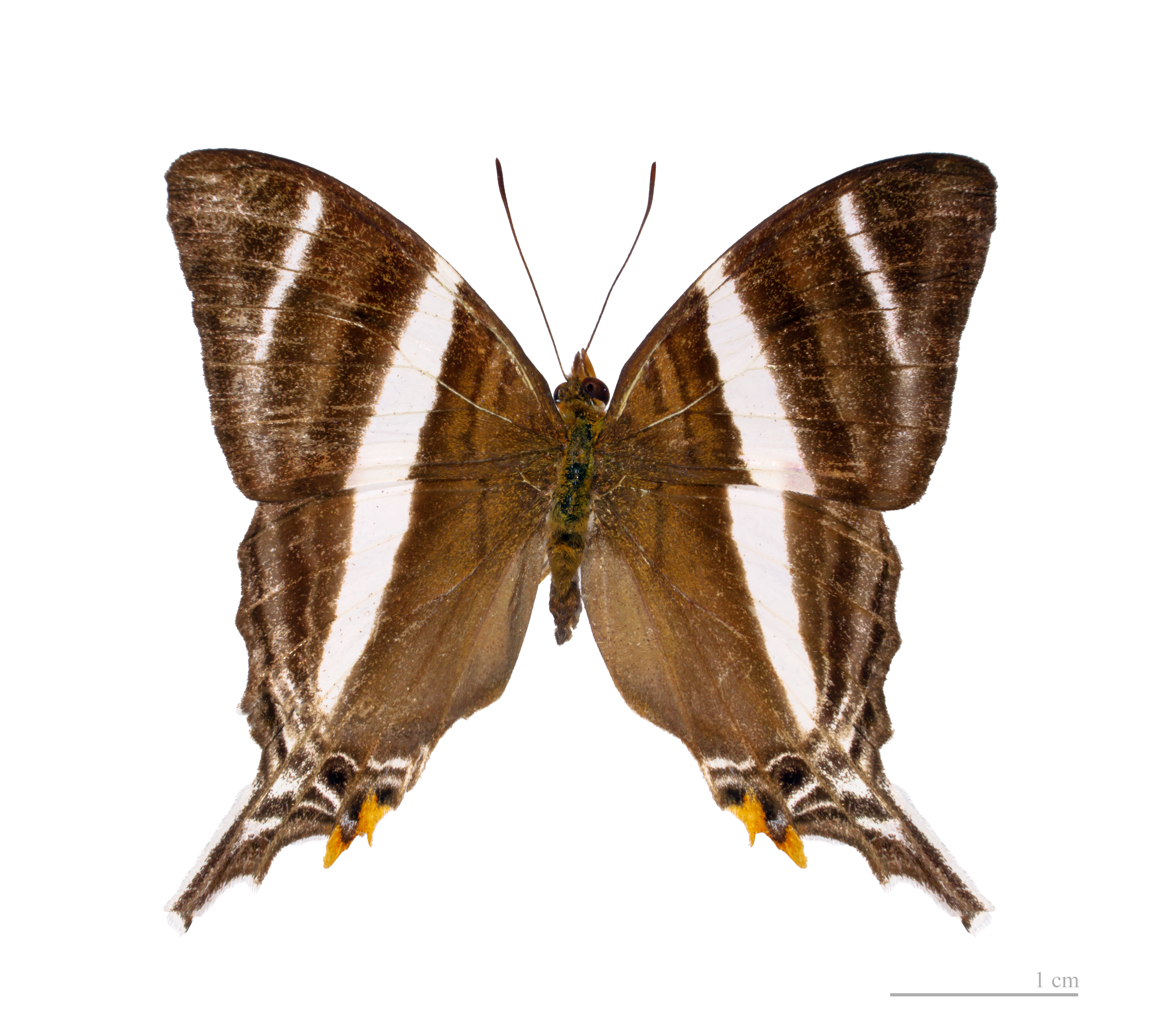
Ovanifrån
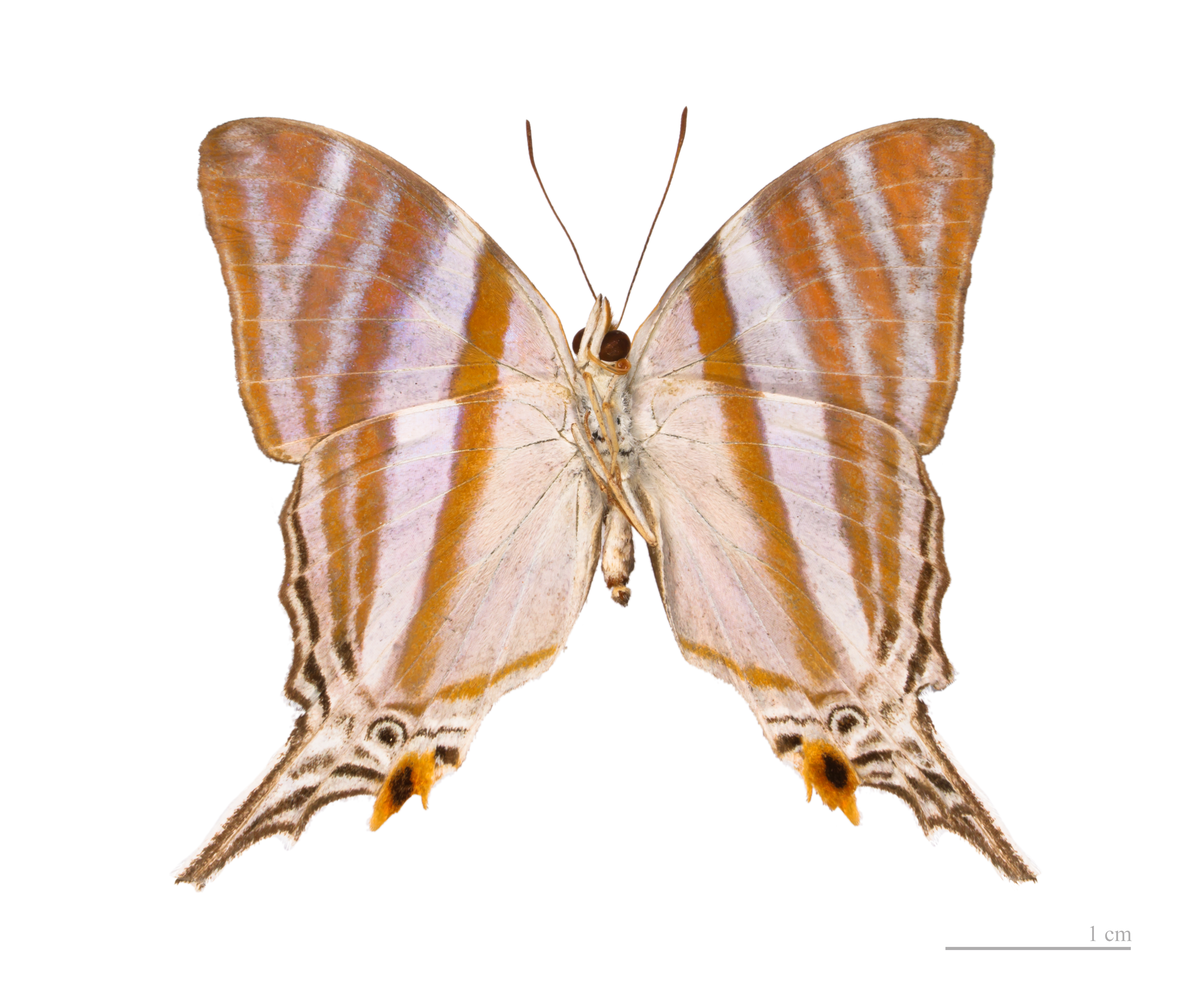
Underifrån